# Moray (sitio arqueológico)
Moray es un sitio arqueológico que se encuentra cerca del Cuzco, en el Perú. Se caracteriza por estar conformado de varios andenes circulares y está situado a 3500 m s. n. m.

## Ubicación
Los restos arqueológicos de Moray se encuentran ubicados a 7 km de Maras, en el Valle Sagrado de los Incas y a 38 km al noroeste del Cuzco. Es posible de llegar a Moray a través del camino que parte del pueblo o directamente desde un desvío de la carretera principal. Moray es palabra quechua y nombra a un sector ocupado por las comunidades campesinas de Misminay y Kaccllarakay.

## Clima
El sitio arqueológico de Moray está situado en una llanura sobre una altura de 3500 m s. n. m., y está rodeado por montañas por ello el clima que se crea es templado y seco a la vez. Perfecto para la agricultura. Pero el recinto arqueológico por el tipo de arquitectura posee diversos microclimas, por lo tanto, fue óptimo para la investigación de agricultura durante el imperio inca, hasta el día de hoy se puede diferenciar claramente la temperatura. 
En Moray la temperatura varía según a la temporada del año, época de lluvias (octubre a marzo) meses donde se presencia la caída de lluvias con frecuencia, por lo tanto, el clima oscila entre los 20 °C durante los días y mientras tanto las noches 7 °C. Época seca (abril a septiembre) días soleados, cielo despejado, ausencia total de lluvia, temperatura durante los días sube hasta 21 °C y 1 °C durante las noches.

## Etimología
La palabra Moray proviene de la lengua quechua, esta palabra describe a un “territorio tomado desde tiempos de terremotos” además se dice que la palabra de “Moray” también tiene que ver con la cosecha de Maíz, que fue llamado Aymoray, además con el mes de mayo llamado por ello a la papa deshidratada conocida como Moraya o Moray, realizado justo en los meses de mayo.

## Historia
Las unidades circulares de Moray, están conformadas por andenes a manera de anillos concéntricos. Cada círculo comprende una terraza que se superpone a otra, formando círculos que van ampliándose. Se puede acceder de uno a otro escalando piedras salientes (sarunas), enclavadas en la pared. El territorio en el que se encuentra Moray perteneció en la época pre inca a la tribus de los Maras Ayar macas que dominaron también el valle sagrado, al ser anexado al imperio inca, las depresiones geográficas fueron aprovechadas para la construcción del conjunto en mención. Si consideramos que este fue un modelo de cálculo de producción y centro de adaptación de plantas con andenes que representan los diversos pisos altitudinales de los andes, tal cual dicen los estudios recientes, esto indicaría que fue construida ya con la gran expansión geográfica que inició Pachacútec ya posteriormente a la derrota de los chancas, pues solo de este modo llegaron a conocer la mayor parte de lo que después sería el vasto imperio inca.
Ya después del arribo de los españoles en 1533 no se tiene noticia alguna de su uso y este lugar quedó olvidado y enterrado en una basta vegetación que fue descubierta en el año 1932 por Shirppe Johnson’s quien sobrevolando el lugar los descubrió.

## Función

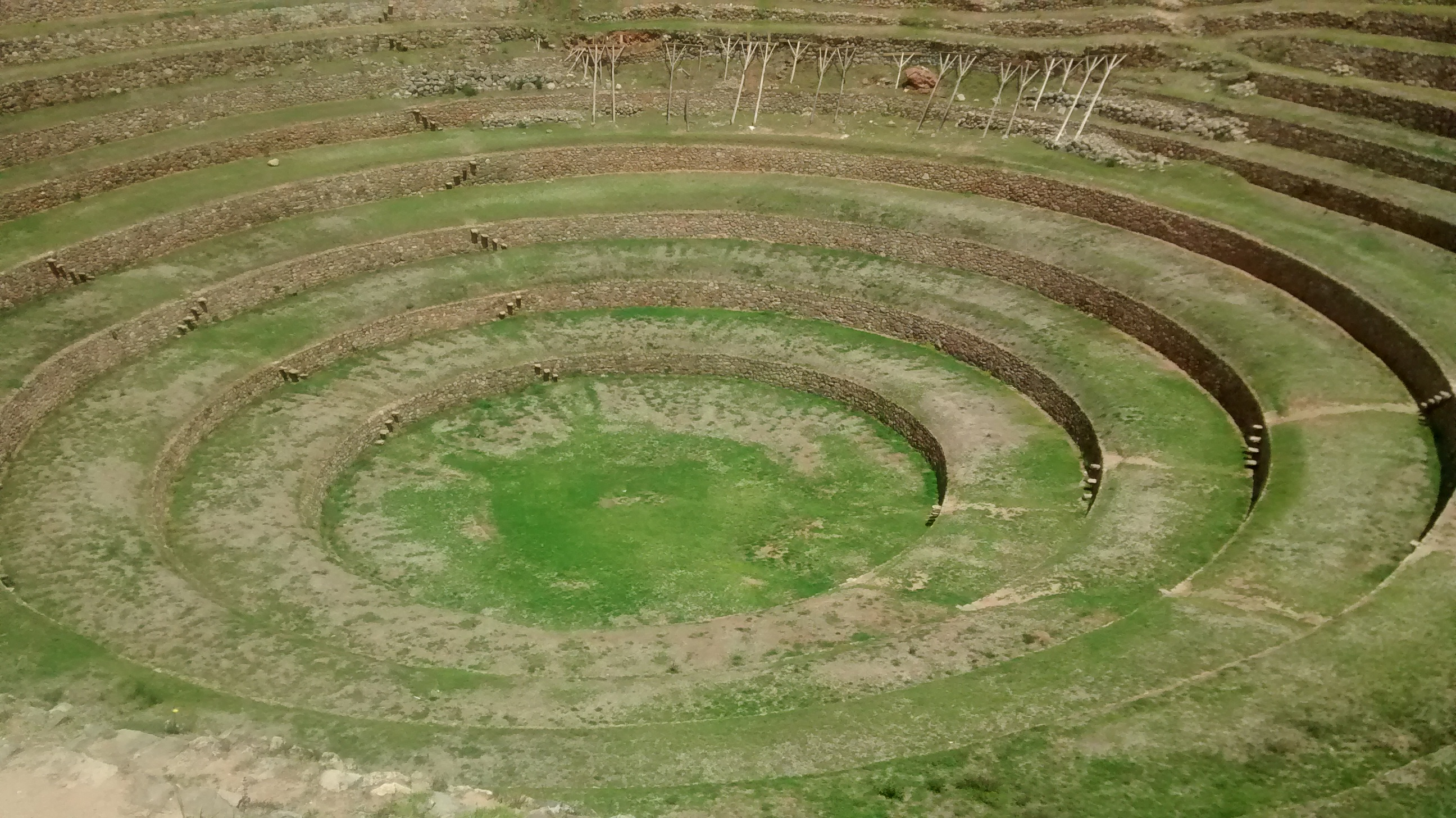
Sector II de Maras, menos conservado que el Sector I.

Moray era posiblemente un centro de investigación agrícola incaico donde se llevaron a cabo experimentos de cultivos a diferentes alturas, la disposición de sus andenes produce un gradiente de microclimas teniendo el centro de los andenes circulares concéntricos una temperatura más alta y reduciéndose gradualmente hacia el exterior a temperaturas más bajas, pudiendo de esta forma simular hasta 20 diferentes tipos de microclimas. Se cree que Moray pudo haber servido como modelo para el cálculo de la producción agrícola no solo del Valle del Urubamba sino también de diferentes partes del Tahuantinsuyo.
Los microclimas de las terrazas [andenes] que rodean el embudo más grande [Qechuyoq] se distribuyen en sectores de cuatro niveles contiguos, cada sector con características microclimáticas propias. Los cuatro andenes inferiores (1,2,3,4)[Sector I] son más húmedos y tienen temperaturas de suelo bajas debido a la mayor evapotranspiración del agua. Los suelos de los andenes del Sector II (niveles 5,6,7,8) tienen temperaturas anuales promedios de 2° o 3 °C mayores. Los del Sector III (9,10,11,12) tienen temperaturas que pueden ser mayores o menores de acuerdo a la variación en la exposición solar en el curso de las estaciones del año. Los meses de mayor diferenciación microclimática son los de la estación seca (mayo, junio, julio) y la del sembrío (agosto, septiembre, octubre, noviembre).
Diversas teorías explican el uso de Moray en la época incaica. Según el historiador Edward Ranney, los incas utilizaron las terrazas de Moray como un lugar para agricultura especial, quizá para el desarrollo de su cultivo más preciado que fue la hoja de coca. John Earls sostiene haber descubierto piedras verticales en las terrazas, las mismas que marcarían los límites de las sombras del atardecer durante los equinoccios y solsticios. Los pobladores locales llaman a estas piedras "ñustas". Earls concluye que cada terraza en Moray reproduce las condiciones climáticas de diferentes zonas ecológicas del imperio incaico.
Debido a su posición abrigada, cada uno de estos andenes representa aproximadamente mil metros de altitud en condiciones normales de labranza. En su totalidad, el complejo contendría veinte o más zonas ecológicas a escala. El sitio de Moray pudo además servir a los oficiales incas para calcular la producción anual en diferentes partes del Tahuantinsuyo.

## Folclore
Durante el mes de octubre, cientos de pobladores de las comunidades vecinas concurren a los andenes circulares de Moray para celebrar el Moray Raymi o Fiesta del Sol. Los festejos incluyen danzas folclóricas relacionadas con la tierra, los productos y el trabajo agropecuario.

Vista panorámica de uno de sus andenes.